# Генрих VI фон Плауэн
Генрих VI фон Плауэн (нем. Heinrich IV. von Plauen, р. вероятно 29 декабря 1536 г., Майсен — ум. 22 января 1572 г., Шлайц) — бургграф Мейсена, сеньор Плауэна, Лобенштайна, Шлейца.

## Биография
Генрих VI был младшим из двух сыновей бургграфа Мейсена Генриха IV фон Плауэна от его брака с Маргаритой Зальмской. Происходил из старшей линии фон Плауэн и был отдаленно связан со старшей линией дома Рейсс (их общим предком был живший в XIII в. Генрих I, ставший первым фогтом Плауэна).
После смерти отца он и его старший брат Генрих V наследовали отцовские владения, а также уладили споры с Рейссами. Однако оба ещё не достигли совершеннолетия, поэтому через месяц после смерти отца король Чехии Фердинанд пообещал им защиту от Рейсс. Также помимо оставленных отцом долгов, появились новые от судебных процессов против Рейссов. Ещё в 1556 году братья потеряли франконские амты Хоф и Шауэнштайн по имперскому арбитражу.
В мае 1559 года фогтства Плауэн и Фойгтсберг, а также должность кравчего были переданы в залог курфюрсту Саксонии Августу. По решению в Вене от 28 сентября 1560 г. братья уступили фогтство Грайц и половину фогтств Гера и Шлейц Рейссам. Братьям остались только владения в Богемии и тамошние вотчины Лобенштайн и замок Постерштайн. Но только с императорским подтверждением нового договора и его скреплением 9 мая 1562 г. в Праге спор с Рейссами подошёл к концу. 14 марта 1562 года двум братьям были переданы фогтства Плауэн, Фойгтсберг, Шлейц и Лобенштайн, а также амты Пауза и Шенек.
Когда в 1563 году владения Плауэнов были разделена между двумя братьями, Генрих VI получил фогтство Шлейц и Лобенштейн, а также амт Паузу. По истечении периода займа фогтства Плауэн и Фойгтсберг и амт Шенека из-за невозможности выкупа перешли к Саксонии.
Готовясь к свадьбе с Екатериной Брауншвейг-Люнебург-Гифхорн 9 апреля 1564 г. в Фаллерслебене, Генрих VI заложил амт Паузы горожанину Лейпцига, в итоге права залога оказались у курфюршества Саксония в 1569 г.. Уже 27 августа 1566 г. он снова женился, теперь уже на Анне Померанской-Штеттинской. Из-за постоянной нехватки денег он заложил Лобенштейн Шварцбургам в 1567 г. и Фицтумам в 1569 г., так и не имея возможности выкупить его снова.
Генрих VI умер в нищете 22 января 1572 г., не оставив потомства. Был похоронен в Бергкирхе в Шлейце.
Его имущество перешло к Рейссам, которые ещё двадцать лет судились с его вдовой за фогтство Шлейц с Заальбургом и Бургком. Даже после повторного замужества в 1576 г. Анна Померанская отказалась отдавать было передано ей как вдове с императорским подтверждением, но без согласия Ройссов имущество. Только в 1590 г. спор удалось завершить мировым соглашением, в котором Шлейц перешёл к Ройссам за 42 250 гульденов.